# サイクロン猿橋
サイクロン 猿橋（サイクロン さるはし）は、日本の漫画家。さいくろん猿橋名義で『月刊コロコロコミック』内の読者コーナー「コロコロバカデミー」「コロコロ超（ウルト）ランキング」などを担当した。

## 来歴
1999年、『週刊ヤングサンデー』（小学館）にて、脱力ギャグの『ときめきヒルズ高校白書』の連載を開始。2002年、『月刊コロコロコミック』7月号より2003年12月号まで天久聖一とともに「コロコロバカデミー」を担当。同誌2004年8月号では天久とともに「コロコロ超ランキング」を掲載。

## 作品リスト
- ときめきヒルズ高校白書（『週刊ヤングサンデー』1999年19号[1] - 2001年、全3巻）